# Dibamus dalaiensis
Dibamus dalaiensis là một loài thằn lằn trong họ Dibamidae. Loài này được Neang, Holden, Eastoe, Seng, Ith & Grismer mô tả khoa học đầu tiên năm 2011.